# Maintal
Maintal is een gemeente in de Duitse deelstaat Hessen, gelegen in het district Main-Kinzig-Kreis. De stad telt 39.307 inwoners.

## Geografie
Maintal heeft een oppervlakte van 32,4 km² en ligt in het centrum van Duitsland, iets ten westen van het geografisch middelpunt.

## Plaatsen in de gemeente
- Bischofsheim
- Dörnigheim
- Hochstadt (zetel)
- Wachenbuchen

## Afbeeldingen

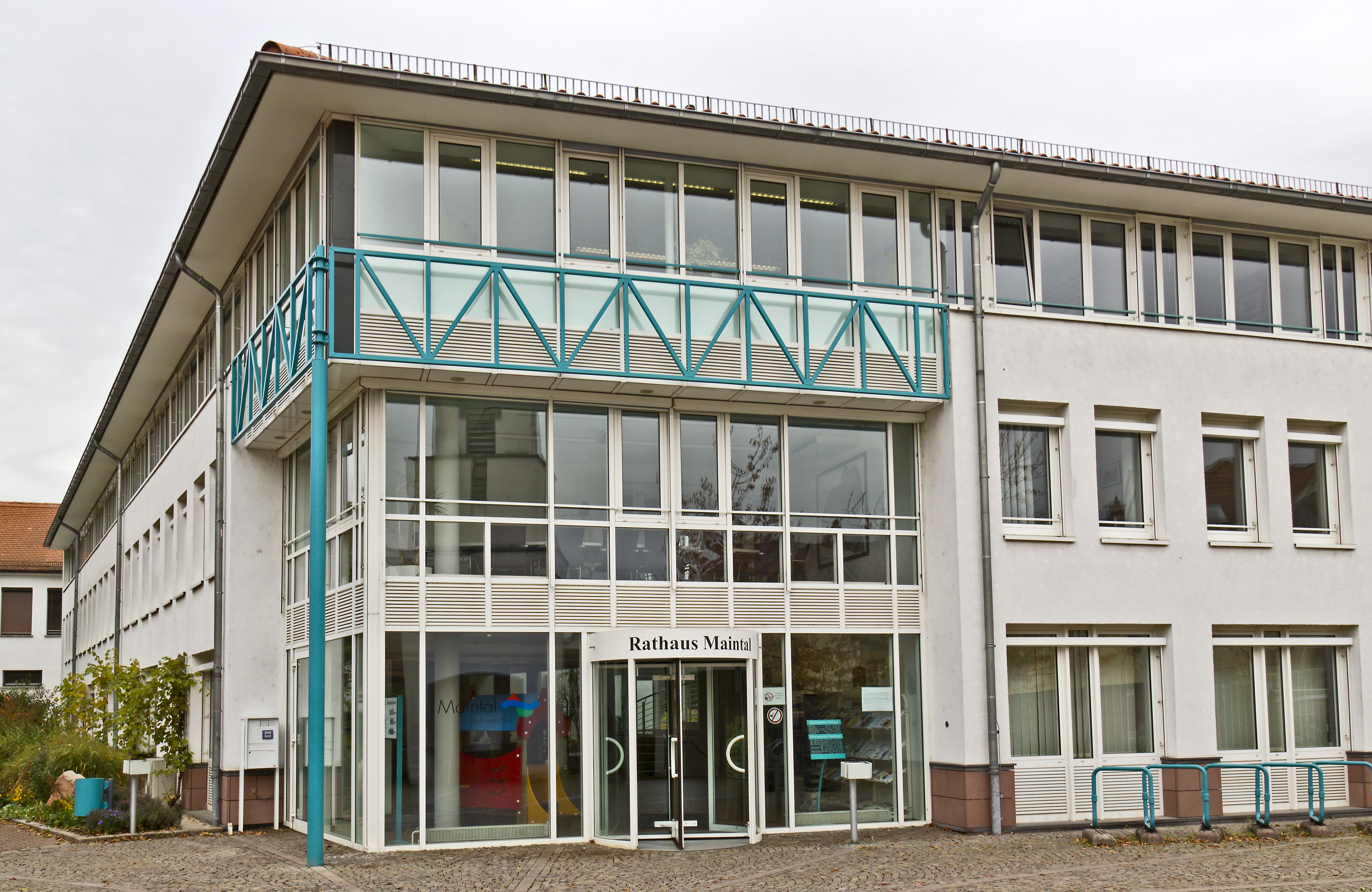
Gemeentehuis
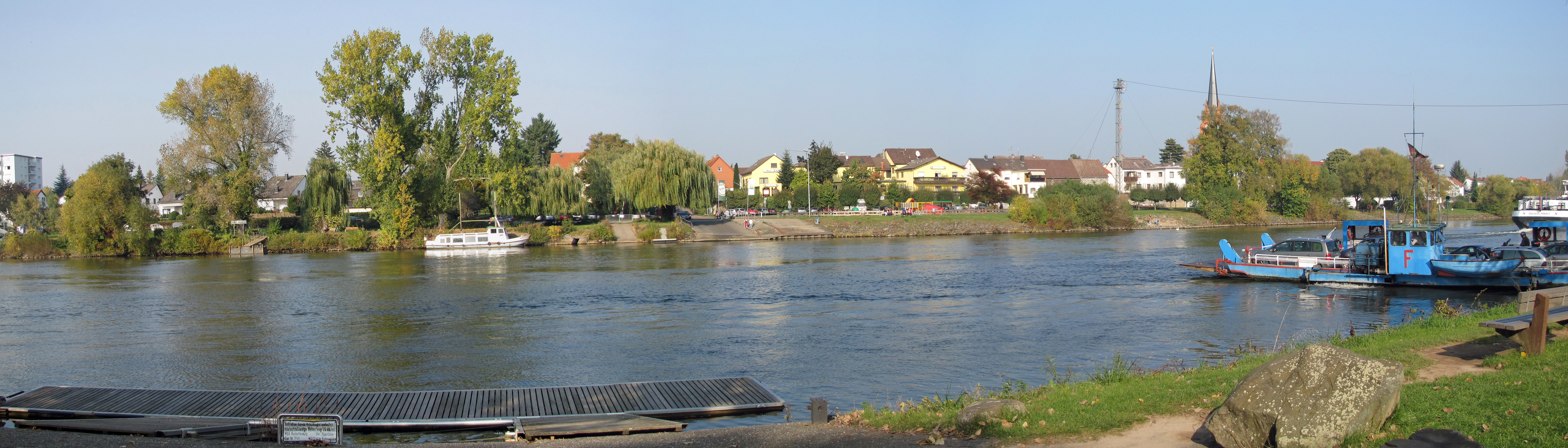
Veer tussen Maintal-Dörnigheim en Mühlheim
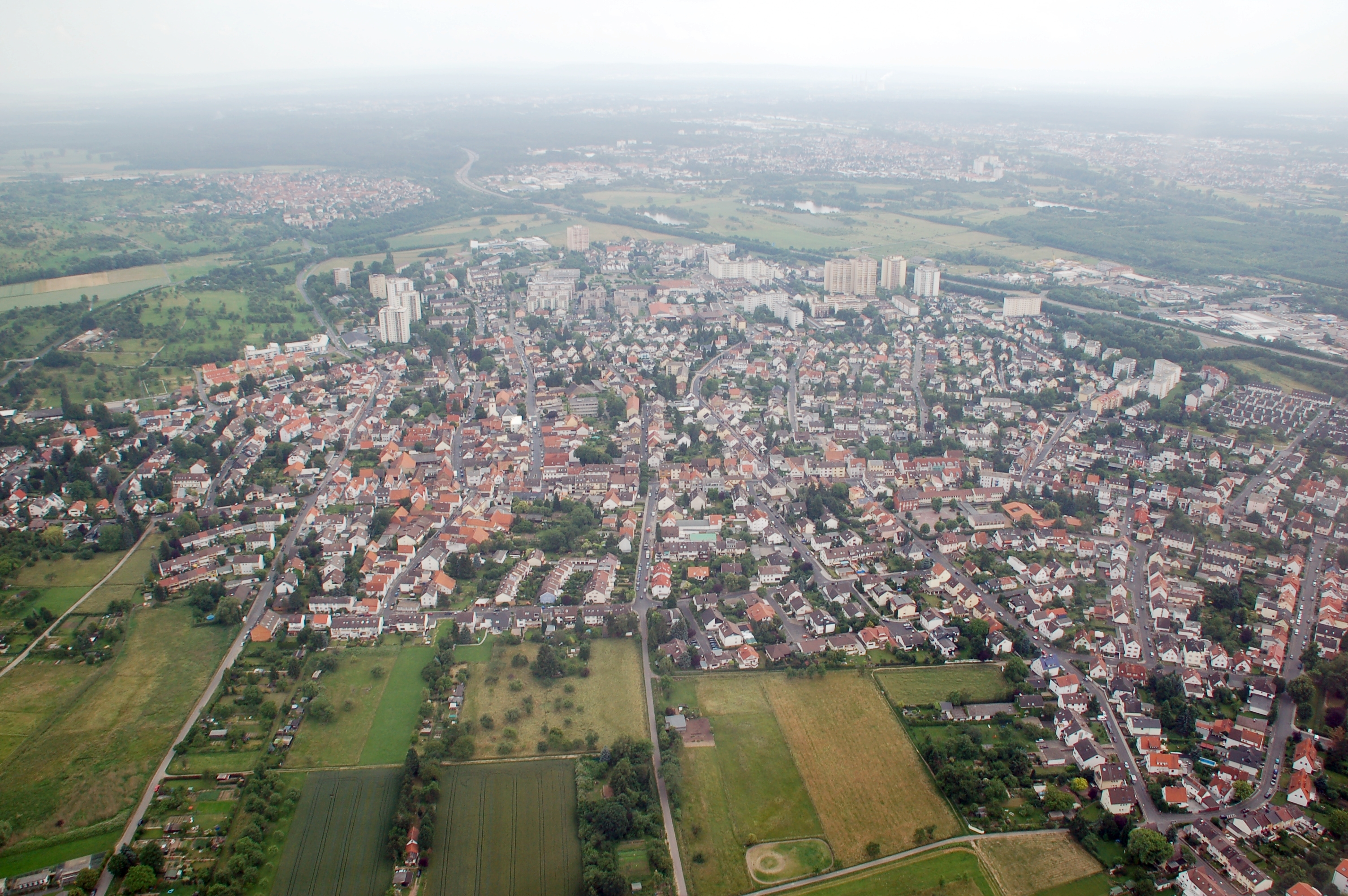
Maintal-Bischofsheim

Bad Orb · Bad Soden-Salmünster · Biebergemünd · Birstein · Brachttal · Bruchköbel · Erlensee · Flörsbachtal · Freigericht · Gelnhausen · Großkrotzenburg · Gründau · Hammersbach · Hanau · Hasselroth · Jossgrund · Langenselbold · Linsengericht · Maintal · Neuberg · Niederdorfelden · Nidderau · Rodenbach · Ronneburg · Schlüchtern · Schöneck · Sinntal · Steinau an der Straße · Wächtersbach